# Kostolec
Kostolec (in ungherese Kosfalu) è un comune della Slovacchia facente parte del distretto di Považská Bystrica, nella regione di Trenčín.